# Edifício Slovo
O Edifício Slovo (em ucraniano, слово) é um edifício residencial localizado na cidade de Carcóvia, na Ucrânia. Foi construído no final da década de 1920, com o intuito de abrigar escritores ucranianos. Em 1926, a União de Escritores Ucranianos peticionou ao governo soviético que construísse uma cooperativa habitacional para abrigar os escritores. Em setembro de 1927, a cooperativa assinou um acordo para implementar o projeto. O design da construção foi feito por Mytrofan Dashkevych. O governo soviético utilizou do edifício para a espionagem dos seus residentes.